# Black Thoughts 2
Black Thoughts 2 ist das elfte offizielle Mixtape des US-amerikanischen Rappers Tyga. Es erschien am 12. April 2011 und ist ausschließlich zum Download erhältlich. Die Veröffentlichung wird von DJ Ill Will und DJ Rockstar präsentiert.

## Hintergrund
Das Mixtape erschien am 12. April 2011 und ist insgesamt das elfte von Tyga. 2011 wurden insgesamt drei Mixtapes von ihm veröffentlicht, im Juli folgte noch Well Done 2 (Finish Him), die Fortsetzung von Well Done, sowie im Dezember #BitchImTheShit. Black Thoughts, der Vorgänger von Black Thoughts 2, war bereits ab November 2009 erhältlich.

## Titelliste
Quelle
| #   | Titel                                         | Produktion   | Länge |
| --- | --------------------------------------------- | ------------ | ----- |
| 1.  | Storm (feat. Stefano Moses)                   |              | 3:57  |
| 2.  | Hypnotized                                    |              | 2:53  |
| 3.  | We Up                                         |              | 3:36  |
| 4.  | Don’t Wake Me Up                              |              | 2:53  |
| 5.  | Real or Fake                                  |              | 3:05  |
| 6.  | Bad Bitches (feat. Gudda Gudda)               | Lex Luger    | 3:12  |
| 7.  | Drink the Night Away (feat. The Game & Mario) |              | 3:17  |
| 8.  | Lap Dance                                     | Lex Luger    | 4:22  |
| 9.  | Reminded (feat. Adele)                        |              | 3:03  |
| 10. | Involved                                      |              | 4:38  |
| 11. | Real Tonight (feat. Lloyd)                    |              | 3:01  |
| 12. | First Time (feat. Pharrell)                   | The Neptunes | 3:29  |
| 13. | Moving Backwards                              |              | 4:06  |
| 14. | Never Be the Same                             |              | 3:42  |

## Rezeption
Ein Rezensent war der Meinung, dass man die Veröffentlichung in zwei Teile einteilen könne. Der eine sei dabei „lustig trivial“, die andere „überraschend aussagekräftig“. Letztlich schrieb er, dass das Mixtape gewiss nicht gut sei, allerdings sehr wohl interessant. Dies machte er vor allem an der lyrischen Weiterentwicklung Tygas fest, die nun eher auf einen verwirrten Mann als auf einen solchen, der an der Spitze der Welt mit all den Fallen des Starseins sitzt, schließen lässt. In einer anderen Review hieß es, dass das Mixtape definitiv seine Highlights hat, wobei einige Lieder sehr reif, andere wiederum unterhaltsam seien. Auch der Autor dieser Review teilte es in zwei Hälften ein und merkte an, dass das einzige Problem sei, dass die Veröffentlichung nicht wirklich fließen, sondern eher sperrig sei. Ein weiterer Kritiker stellte fest, dass wenn man nicht bereits ein Fan von Tyga oder seiner Musik ist, man es mit diesem Mixtape wahrscheinlich auch nicht wird.